# دامتري
دامتري رمزها «DH» (بالإنجليزية: Dhamtari)‏ ، هو تقسيم إداري لدولة الهند، تتبع ولاية تشاتيسغار (بالإنجليزية: Chhattisgarh)‏ ، مركزها هو مدينة دامتري (بالإنجليزية: Dhamtari)‏. عدد سكانها حسب تعداد سنة 2001 هو 799,199 نسمة، مساحتها 3,383 كم²، وكثافة السكان 208 لكل كم² .